# Liste der Staatsoberhäupter 1720
Übersicht
◄◄ | ◄ | 1716 | 1717 | 1718 | 1719 | Liste der Staatsoberhäupter 1720 | 1721 | 1722 | 1723 | 1724 | ► | ►►

Weitere Ereignisse

## Afrika
- Äthiopien
  - Kaiser: David III. (1716–1721)

- Burundi
  - König: Mwezi III. Ndagushimiye (etwa 1709–etwa 1739)

- Dahomey
  - König: Agadja (1708–1732)

- Marokko (Alawiden-Dynastie)
  - Sultan: Mulai Ismail (1672–1727)

- Tunesien (Husainiden-Dynastie)
  - Sultan: Husein ben Ali (1705–1735)

## Amerika
- Vizekönigreich Brasilien
  - Vizekönig: Vasco Fernandes César de Meneses (1720–1735)

- Vizekönigreich Neugranada
  - Vizekönig: Jorge de Villalonga (1719–1723)

- Vizekönigreich Neuspanien
  - Vizekönig: Baltasar de Zúñiga y Guzmán (1716–1722)

- Vizekönigreich Peru
  - Vizekönig: Carmine Nicolao Caracciolo (1716–1720)
  - Vizekönig: Diego Morcillo Rubio de Auñón (1720–1724)

## Asien
- China (Qing-Dynastie)
  - Kaiser: Kang Hi (1661–1722)

- Japan
  - Kaiser: Nakamikado (1709–1735)
  - Shōgun (Tokugawa): Tokugawa Yoshimune (1716–1745)

- Korea (Joseon)
  - König: Sukjong (1674–1720)
  - König: Gyeongjong (1720–1724)

- Persien (Safawiden-Dynastie)
  - Sultan: Hussain (1694–1722)

- Thailand
  - König: Phuminthararatcha (1709–1733)

## Europa
- Andorra
  - Co-Fürsten:
    - König von Frankreich: Ludwig XV. (1715–1774)
    - Bischof von Urgell: Simeó de Guinda y Apeztegui (1714–1737)

- Dänemark und Norwegen
  - König: Friedrich IV. (1699–1730)

- Frankreich
  - König: Ludwig XV. (1715–1774)

- Großbritannien und Irland
  - König: Georg I. (1714–1727) (1698–1727 Kurfürst von Braunschweig-Lüneburg)

- Heiliges Römisches Reich
  - König und Kaiser: Karl VI. (1711–1740) (1711–1740 König von Böhmen, 1706–1740 Herzog von Mailand, 1713–1735 König von Neapel, 1711–1740 Erzherzog von Österreich, 1735–1740 Herzog von Parma, 1713–1720 König von Sardinien, 1720–1735 König von Sizilien, 1711–1740 König von Ungarn)
  - Kurfürstenkollegium
    - Erzstift Köln
      - Kurfürst: Joseph Clemens von Bayern (1688–1723) (1685–1694 Bischof von Freising, 1702–1723 Bischof von Hildesheim, 1694–1723 Bischof von Lüttich, 1685–1716 Bischof von Regensburg, 1688–1723 Propst von Berchtesgaden)

    - Erzstift Mainz
      - Kurfürst: Lothar Franz von Schönborn (1695–1729) (1693–1729 Bischof von Bamberg)

    - Erzstift Trier
      - Kurfürst: Franz Ludwig von Pfalz-Neuburg (1716–1729) (1729–1732 Erzbischof von Mainz, 1694–1732 Bischof von Worms, 1694–1732 Propst von Ellwangen, 1694–1732 Hochmeister des Deutschen Ordens)

    - Herzogtum Bayern
      - Kurfürst: Maximilian II. Emanuel (1679–1726) (1692–1706 Statthalter der Spanischen Niederlande)

    - Königreich Böhmen
      - König: Karl II. (1711–1740) (1711–1740 Kaiser, 1706–1740 Herzog von Mailand, 1713–1735 König von Neapel, 1711–1740 Erzherzog von Österreich, 1735–1740 Herzog von Parma, 1713–1720 König von Sardinien, 1720–1735 König von Sizilien, 1711–1740 König von Ungarn)

    - Markgrafschaft Brandenburg
      - Kurfürst: Friedrich Wilhelm I. (1713–1740) (1713–1740 König in Preußen)

    - Herzogtum Braunschweig-Lüneburg
      - Kurfürst: Georg I. (1698–1727) (1724–1727 König von Großbritannien und Irland)

    - Pfalzgrafschaft bei Rhein
      - Kurfürst: Karl III. Philipp (1716–1742) (1716–1742 Herzog von Jülich und Berg)

    - Herzogtum Sachsen
      - Kurfürst: Friedrich August I. (1694–1733) (1697–1704, 1709–1733 König von Polen und Großherzog von Litauen)

  - geistliche Reichsfürsten
    - Hochstift Augsburg
      - Bischof: Alexander Sigismund von der Pfalz (1690–1737)

    - Hochstift Bamberg
      - Bischof: Lothar Franz von Schönborn (1693–1729) (1695–1729 Erzbischof von Mainz)

    - Hochstift Basel
      - Bischof: Johann Konrad von Reinach-Hirtzbach (1705–1737)

    - Fürstpropstei Berchtesgaden
      - Propst: Joseph Clemens von Bayern (1688–1723) (1688–1723 Erzbischof von Köln, 1685–1694 Bischof von Freising, 1702–1723 Bischof von Hildesheim, 1694–1723 Bischof von Lüttich, 1685–1716 Bischof von Regensburg)

    - Hochstift Brixen
      - Bischof: Kaspar Ignaz von Künigl (1702–1747)

    - Hochstift Chur (Territorium 1648 eidgenössisch, Bischof Reichsstand ohne unmittelbares Land)
      - Bischof: Ulrich VII. von Federspiel (1692–1728)

    - Fürstabtei Corvey
      - Abt: Maximilian von Horrich (1714–1721)

    - Balleien des Deutschen Ordens
      - Hochmeister: Franz Ludwig von der Pfalz (1694–1732) (1729–1732 Erzbischof von Mainz, 1716–1729 Erzbischof von Trier, 1694–1732 Bischof von Worms, 1694–1732 Propst von Ellwangen)

    - Hochstift Eichstätt
      - Bischof: Johann Anton I. Knebel von Katzenelnbogen (1705–1725)

    - Fürstpropstei Ellwangen
      - Propst: Franz Ludwig von der Pfalz (1694–1732) (1729–1732 Erzbischof von Mainz, 1716–1729 Erzbischof von Trier, 1694–1732 Bischof von Worms, 1694–1732 Hochmeister des Deutschen Ordens)

    - Hochstift Freising
      - Bischof: Johann Franz Eckher von Kapfing und Liechteneck (1695–1727)

    - Abtei Fulda
      - Abt: Konstantin von Buttlar (1714–1726)

    - Hochstift Hildesheim
      - Bischof: Joseph Clemens von Bayern (1702–1723) (1688–1723 Erzbischof von Köln, 1685–1694 Bischof von Freising, 1694–1723 Bischof von Lüttich, 1685–1716 Bischof von Regensburg, 1688–1723 Propst von Berchtesgaden)

    - Fürststift Kempten
      - Abt: Rupert von Bodman (1678–1728)

    - Hochstift Konstanz
      - Bischof: Johann Franz Schenk von Stauffenberg (1704–1740) (1737–1740 Bischof von Augsburg)

    - Hochstift Lübeck (1555–1803 evangelische Administratoren)
      - Bischof: Christian August von Schleswig-Holstein-Gottorf (1705–1726)

    - Hochstift Lüttich
      - Bischof: Joseph Clemens von Bayern (1694–1723) (1688–1723 Erzbischof von Köln, 1685–1694 Bischof von Freising, 1702–1723 Bischof von Hildesheim, 1685–1716 Bischof von Regensburg, 1688–1723 Propst von Berchtesgaden)

    - Hochstift Münster
      - Bischof: Clemens August von Bayern (1719–1761) (1723–1761 Erzbischof von Köln, 1724–1761 Bischof von Hildesheim, 1728–1761 Bischof von Osnabrück, 1719–1761 Bischof von Paderborn, 1716–1719 Bischof von Regensburg, 1732–1761 Hochmeister des Deutschen Ordens)

    - Hochstift Osnabrück (1662–1802 abwechselnd katholische und lutherische Bischöfe)
      - Bischof: Ernst August II. von Hannover (1716–1728)

    - Hochstift Paderborn
      - Bischof: Clemens August von Bayern (1719–1761) (1723–1761 Erzbischof von Köln, 1724–1761 Bischof von Hildesheim, 1719–1761 Bischof von Münster, 1728–1761 Bischof von Osnabrück, 1716–1719 Bischof von Regensburg, 1732–1761 Hochmeister des Deutschen Ordens)

    - Hochstift Passau
      - Bischof: Raymund Ferdinand von Rabatta (1713–1722)

    - Hochstift Regensburg
      - Bischof: Johann Theodor von Bayern (1719–1763) (1727–1763 Bischof von Freising, 1744–1763 Bischof von Lüttich)

    - Erzstift Salzburg
      - Erzbischof: Franz Anton von Harrach (1709–1727)

    - Hochstift Speyer
      - Bischof: Damian Hugo Philipp von Schönborn-Buchheim (1719–1743)

    - Abtei Stablo-Malmedy
      - Abt: Johann Ernst von Löwenstein-Wertheim-Rochefort (1715–1731)

    - Hochstift Straßburg
      - Bischof: Armand I. Gaston Maximilien de Rohan-Soubise (1704–1749)

    - Hochstift Trient
      - Bischof: Johann Michael von Spaur und Valör (1696–1725)

    - Hochstift Worms
      - Bischof: Franz Ludwig von der Pfalz (1694–1732) (1729–1732 Erzbischof von Mainz, 1716–1729 Erzbischof von Trier, 1694–1732 Propst von Ellwangen, 1694–1732 Hochmeister des Deutschen Ordens)

    - Hochstift Würzburg
      - Bischof: Johann Philipp Franz von Schönborn (1719–1724)

  - weltliche Reichsfürsten
    - Fürstentum Anhalt
      - Anhalt-Bernburg
        - Fürst: Karl Friedrich (1718–1721)

      - Fürstentum Anhalt-Dessau
        - Fürst: Leopold I. (1693–1747) (1693–1698 unter Vormundschaft)

      - Fürstentum Anhalt-Köthen
        - Fürst: Leopold (1704–1728) (1704–1715 unter Vormundschaft)

      - Anhalt-Zerbst
        - Fürst: Johann August (1718–1742)

    - Arenberg
      - Herzog: Leopold Philipp (1691–1754)

    - Markgrafschaft Baden
      - Baden-Baden
        - Markgraf: Ludwig Georg Simpert (1707–1761) (1707–1727 unter Vormundschaft)
        - Regentin: Franziska Sibylla Augusta von Sachsen-Lauenburg (1707–1727)

      - Baden-Durlach
        - Markgraf: Karl III. Wilhelm (1709–1738)

    - Brandenburg-Ansbach
      - Markgraf: Wilhelm Friedrich (1703–1723)

    - Brandenburg-Bayreuth
      - Markgraf: Georg Wilhelm (1712–1726)

    - Braunschweig-Wolfenbüttel
      - Herzog: August Wilhelm (1714–1731)

    - Hessen-Darmstadt
      - Landgraf: Ernst Ludwig (1678–1739)

    - Hessen-Kassel
      - Landgraf: Karl (1670–1730) (bis 1675 unter Vormundschaft)

    - Hohenzollern-Hechingen
      - Fürst: Friedrich Wilhelm (1671–1735)

    -  Hohenzollern-Sigmaringen
      - Fürst: Joseph Friedrich Ernst (1715–1769) (bis 1720 unter Vormundschaft)
      - Regentin: Johanna Katharina von Montfort (1715–1720)

    - Jülich und Berg
      - Herzog: Karl Philipp (1716–1742) (1716–1742 Kurfürst der Pfalz, 1716–1742 Herzog von Pfalz-Neuburg)

    - Liechtenstein
      - Fürst: Anton Florian (1718–1721)

    - Lothringen
      - Herzog: Leopold (1697–1729)

    - Herzogtum Mecklenburg
      - Mecklenburg-Schwerin
        - Herzog: Karl Leopold (1713–1728)

      - Mecklenburg-Strelitz
        - Herzog: Adolf Friedrich III. (1708–1752)

    - Nassau
      - Ottonische Linie
        - Nassau-Diez
          - Fürst: Wilhelm IV. (1711–1751) (1722–1729 Statthalter von Drenthe, 1729–1751 Statthalter von Friesland und Groningen, 1747–1751 Statthalter von Holland, Overijssel, Utrecht und Zeeland, 1747–1751 Statthalter der Niederlande)

        - Nassau-Dillenburg
          - Fürst: Wilhelm II. (1701–1724)

        - Nassau-Siegen (katholische Linie)
          - Fürst: Wilhelm Hyacinth (1699–1743)

        - Nassau-Siegen (reformierte Linie)
          - Fürst: Friedrich Wilhelm I. Adolf (1691–1722)

      - Walramische Linie
        - Nassau-Idstein
          - Fürst: Georg August (1677–1721) (bis 1688 Graf)

        - Nassau-Usingen
          - Fürst: Karl (1718–1775) (bis 1733 unter Vormundschaft)
          - Regentin: Charlotte Amalie von Nassau-Dillenburg (1718–1733)

        - Nassau-Weilburg
          - Fürst: Karl August (1719–1753)

    - Österreich
      - Erzherzog: Karl II. (1711–1740) (1711–1740 Kaiser, 1711–1740 König von Böhmen, 1706–1740 Herzog von Mailand, 1713–1735 König von Neapel, 1735–1740 Herzog von Parma, 1713–1720 König von Sardinien, 1720–1735 König von Sizilien, 1711–1740 König von Ungarn)

    - Ostfriesland
      - Fürst: Georg Albrecht (1708–1734)

    - Pfalz-Neuburg
      - Herzog: Karl III. Philipp (1716–1742) (1716–1742 Kurfürst der Pfalz, 1716–1742 Herzog von Jülich und Berg)

    - Pfalz-Sulzbach
      - Herzog: Theodor Eustach (1708–1732)

    - Pfalz-Zweibrücken
      - Herzog: Gustav Samuel Leopold (1718–1731)

    - Herzogtum Sachsen
      - Sachsen-Eisenach
        - Herzog: Johann Wilhelm (1698–1729)

      - Sachsen-Gotha-Altenburg
        - Herzog: Friedrich II. (1691–1732)

      - Sachsen-Hildburghausen
        - Herzog: Ernst Friedrich I. (1715–1724)

      - Sachsen-Meiningen
        - Herzog: Ernst Ludwig I. (1706–1724)

      - Sachsen-Saalfeld
        - Herzog: Johann Ernst (1680–1729) (1675–1680 Herzog von Sachsen-Gotha-Altenburg)

      - Sachsen-Weimar (gemeinsame Herrschaft)
        - Herzog: Wilhelm Ernst (1683–1728)
        - Herzog: Ernst August I. (1707–1741) (1741–1748 Herzog von Sachsen-Weimar-Eisenach)

    - Schwarzburg-Rudolstadt
      - Fürst: Friedrich Anton (1718–1744)

    - Schwarzburg-Sondershausen
      - Fürst: Christian Wilhelm (1666–1720) (bis 1697 Graf)
      - Fürst: Günther I. (1720–1740)

    - Waldeck
      - Fürst: Friedrich Anton Ulrich (1706–1728) (bis 1712 Graf)

    - Württemberg
      - Herzog: Eberhard Ludwig (1677–1733) (1677–1693 unter Vormundschaft)

  - sonstige Reichsstände (Auswahl)
    - Hanau
      - Graf: Johann Reinhard III. (1712–1736) (1685–1712 Graf von Hanau-Lichtenberg)

    - Lippe
      - Lippe-Biesterfeld
        - Graf: Rudolf Ferdinand (1678–1736)

      - Lippe-Detmold
        - Graf: Simon Heinrich Adolf (1718–1734)

    - Nassau
      - Walramische Linie
        - Nassau-Ottweiler
          - Graf: Friedrich Ludwig (1690–1728) (1723–1728 Graf von Nassau-Saarbrücken)

        - Nassau-Saarbrücken
          - Graf: Karl Ludwig (1713–1723)

    - Ortenburg
      - Graf: Johann Georg (1702–1725) (1702–1706 unter Vormundschaft)

    - Reuß
      - Reuß ältere Linie
        - Reuß-Obergreiz
          - Graf: Heinrich II. (1714–1722)

        - Reuß-Untergreiz
          - Graf: Heinrich XIII. (1675–1733)

      - Reuß jüngere Linie
        - Reuß-Ebersdorf
          - Graf: Heinrich XXIX. (1711–1747)

        - Reuß-Gera
          - Graf: Heinrich XVIII. (1686–1735)

        - Reuß-Lobenstein
          - Graf: Heinrich XV. (1710–1739)

        - Reuß-Schleiz
          - Graf: Heinrich XI. (1692–1726)

    - Schaumburg-Lippe
      - Graf: Friedrich Christian (1681–1728)

- Italienische Staaten
  - Genua
    - Doge: Ambrogio Imperiale (1719–1721)

  - Guastalla
    - Herzog: Antonio Ferrante Gonzaga (1714–1729)

  - Kirchenstaat
    - Papst: Clemens XI. (1700–1721)

  - Mailand (1706–1800 zu Österreich)
    - Herzog: Kaiser Karl VI. (1706–1740) (1711–1740 Kaiser, 1711–1740 König von Böhmen, 1713–1735 König von Neapel, 1711–1740 Erzherzog von Österreich, 1735–1740 Herzog von Parma, 1713–1720 König von Sardinien, 1720–1735 König von Sizilien, 1711–1740 König von Ungarn)
      - Gouverneur: Girolamo di Colloredo-Waldsee (1719–1725)

  - Massa und Carrara
    - Herzog: Alderamo Cibo-Malaspina (1715–1731)

  - Modena und Reggio
    - Herzog: Rinaldo d’Este (1694–1737)

  - Neapel (1713/14–1735 zu Österreich)
    - König: Karl VI. (1713–1735) (1711–1740 Kaiser, 1711–1740 König von Böhmen, 1706–1740 Herzog von Mailand, 1711–1740 Erzherzog von Österreich, 1735–1740 Herzog von Parma, 1713–1720 König von Sardinien, 1720–1735 König von Sizilien, 1711–1740 König von Ungarn)
      - Vizekönig: Wirich Philipp von und zu Daun (1707–1708, 1713–1719) (1725–1734 Gouverneur von Mailand, 1725 Statthalter der Österreichischen Niederlande)
      - Vizekönig: Johann Wenzel von Gallas (1719)
      - Vizekönig: Wolfgang Hannibal von Schrattenbach (1719–1721)

  - Parma und Piacenza
    - Herzog: Francesco Farnese (1694–1727)

  - Piombino
    - Fürstin: Ippolita Ludovisi (1701–1743)

  - San Marino
    - Capitani Reggenti: Gian Giacomo Angeli (1705, 1709, 1712–1713, 1716, 1719–1720, 1725, 1729–1730, 1736, 1739–1740) und Lorenzo Giangi (1675–1676, 1679–1680, 1683–1684, 1690–1691, 1694–1695, 1698, 1701–1702, 1705, 1714, 1719–1720, 1725)
    - Capitani Reggenti: Benedetto Belluzzi (1720) und Giovanni Martelli (1712, 1716, 1720, 1723–1724, 1727–1728, 1732, 1738–1739, 1742, 1747–1748, 1752–1753)
    - Capitani Reggenti: Marino Enea Bonelli (1708–1709, 1715–1716, 1720–1721, 1724–1725, 1728–1729, 1734, 1740) und Bartolomeo Bedetti (1712–1713, 1716–1717, 1720–1721, 1724–1725, 1731–1732)

  - Sardinien (1713–1720 zu Österreich, ab 1720 zu Savoyen)
    - König: Karl III. (1713–1720) (1711–1740 Kaiser, 1711–1740 König von Böhmen, 1706–1740 Herzog von Mailand, 1713–1735 König von Neapel, 1711–1740 Erzherzog von Österreich, 1735–1740 Herzog von Parma, 1720–1735 König von Sizilien, 1711–1740 König von Ungarn)
    - König: Viktor Amadeus II. (1720–1730) (1675–1720 und 1730–1732 Herzog von Savoyen, 1713–1720 König von Sizilien)
      - Vizekönig: Gonzalo Chacón de Orellana (1718–1720)
      - Vizekönig: Filippo Guglielmo Pallavicino delle Frabose (1720–1723, 1726–1727)

  - Savoyen
    - Herzog: Viktor Amadeus II. (1675–1720, 1730–1732) (1713–1720 König von Sizilien, 1720–1730 König von Sardinien)
    - Herzog: Karl Emanuel III. (1720–1730, 1732–1773) (1730–1773 König von Sardinien)

  - Sizilien (1713–1720 zu Savoyen, 1720–1735 zu Österreich)
    - König: Viktor Amadeus (1713–1720) (1675–1720 und 1730–1732 Herzog von Savoyen, 1720–1730 König von Sardinien)
    - König: Karl IV. (1720–1735) (1711–1740 Kaiser, 1711–1740 König von Böhmen, 1706–1740 Herzog von Mailand, 1713–1735 König von Neapel, 1711–1740 Erzherzog von Österreich, 1735–1740 Herzog von Parma, 1713–1720 König von Sardinien, 1711–1740 König von Ungarn)
      - Vizekönig: Niccolò Pignatelli (1719–1722)

  - Toskana
    - Großherzog: Cosimo III. de’ Medici (1670–1723)

  - Venedig
    - Doge: Giovanni II. Corner (1709–1722)

- Khanat der Krim
  - Khan: Saadet IV. Giray (1717–1724)

- Kurland
  - Regentin: Anna (1711–1730) (1730–1740 Kaiserin von Russland)

- Malta
  - Großmeister: Ramon Perellos y Roccaful (1697–1720)
  - Großmeister: Marc’Antonio Zondadari (1720–1722)

- Moldau (unter osmanischer Oberherrschaft)
  - Fürst: Mihai Racoviță (1703–1705, 1707–1709, 1716–1726) (1730–1731, 1741–1744 Fürst der Walachei)

- Monaco
  - Fürst: Antoine I. (1701–1731)

- Niederlande
  - Republik der Sieben Vereinigten Provinzen
    - Drenthe und Gelderland
      - Statthalter: vakant (1702–1722)

    - Friesland
      - Statthalter: Wilhelm IV. von Oranien (1711–1747) (1722–1747 Statthalter von Drenthe und Geldern, 1718–1747 Statthalter von Groningen, 1747 Statthalter von Holland, Seeland, Utrecht und Overijssel, 1747–1751 Erbstatthalter der Niederlande)
      - Regentin: Marie Luise von Hessen-Kassel (1711–1731)

    - Groningen
      - Statthalter: Wilhelm IV. von Oranien (1718–1747) (1722–1747 Statthalter von Drenthe und Geldern, 1711–1747 Statthalter von Friesland, 1747 Statthalter von Holland, Seeland, Utrecht und Overijssel, 1747–1751 Erbstatthalter der Niederlande)
      - Regentin: Marie Luise von Hessen-Kassel (1718–1731)

    - Holland und Zeeland
      - Statthalter: vakant (1702–1747)

    - Overijssel
      - Statthalter: vakant (1702–1747)

    - Utrecht
      - Statthalter: vakant (1702–1747)

  - Österreichische Niederlande (bis 1714/95 formal Bestandteil des Heiligen Römischen Reichs)
    - Statthalter: Eugen von Savoyen (1716–1724) (1706–1716 Gouverneur von Mailand)

- Osmanisches Reich
  - Sultan: Ahmed III. (1703–1730)

- Polen
  - König: August II. (1697–1704, 1709–1733) (1694–1733 Kurfürst von Sachsen)

- Portugal
  - König: Johann V. (1706–1750)

- Preußen
  - König: Friedrich Wilhelm I. (1713–1740) (1713–1740 Kurfürst von Brandenburg)

- Russland
  - Zar: Peter I. (1682–1725) (ab 1721 Kaiser)

- Schweden
  - Königin: Ulrika Eleonore (1718–1720)
  - König: Friedrich (1720–1751) ( 1730–1751 Landgraf von Hessen-Kassel)

- Spanien
  - König: Philipp V. (1700–1724, 1724–1746) (1700–1706 Herzog von Mailand, 1700–1713 König von Neapel, 1700–1713 König von Sardinien, 1700–1713 König von Sizilien)

- Ungarn
  - König: Karl III. (1711–1740) (1711–1740 Kaiser, 1711–1740 König von Böhmen, 1706–1740 Herzog von Mailand, 1713–1735 König von Neapel, 1711–1740 Erzherzog von Österreich, 1735–1740 Herzog von Parma, 1713–1720 König von Sardinien, 1720–1735 König von Sizilien)

- Walachei (unter osmanischer Oberherrschaft)
  - Fürst: Nicolae Mavrocordat (1716, 1719–1730) (1709–1710 und 1711–1716 Fürst der Moldau)